# Donja Jutrogošta
Donja Jutrogošta je naseljeno mjesto u sastavu općine Bosanska Dubica, Republika Srpska, BiH.

## Stanovništvo
| Donja Jutrogošta   |             |
| godina popisa      | 1991.       |
| Srbi               | 88 (98,88%) |
| Hrvati             | 0           |
| Muslimani          | 0           |
| Jugoslaveni        | 1 (1,12%)   |
| ostali i nepoznato | 0           |
| ukupno             | 89          |